# Laren (Laren)
Laren is een bestuurslaag in het regentschap Lamongan van de provincie Oost-Java, Indonesië. Laren telt 3048 inwoners (volkstelling 2010).